# Megaselia digitalis
Megaselia digitalis är en tvåvingeart som beskrevs av Schmitz 1957. Megaselia digitalis ingår i släktet Megaselia och familjen puckelflugor. Arten är reproducerande i Sverige. Inga underarter finns listade i Catalogue of Life.